# Étangs de Frasne
Les Étangs de Frasne sont un ensemble d'étangs situés sur la commune de Frasne dans le département français du Doubs (région Bourgogne Franche-Comté).

## Présentation
Situés dans la vallée du Drugeon et au sud du village de Frasne, à proximité de la réserve naturelle régionale des tourbières de Frasne-Bouverans, les étangs de Frasne sont constitués de trois plans d'eau étagés : 
- un étang naturel, le grand étang de Frasne ou étang Carrez (privé), long de 2 km et large de 320 m en moyenne avec une superficie de 69 hectares et une altitude de 842 m.
- deux étangs artificiels communaux: 
  - l'étang Lucien (superficie : 17 hectares) altitude 840 m
  - l'étang du Moulin (superficie : 5,2 hectares) altitude 838 m
- un étang artificiel privé :
  - l'étang Vanthier

C'est le Lotaud, un affluent du Drugeon, qui sert d’exutoire à ces quatre étangs. Il reçoit par ailleurs une partie des eaux de drainage du marais de Frasne-Bouverans et de la tourbière de Frasne.

## Historique
Le grand étang de Frasne apparaît dès 1242 dans un traité conclu entre Jean Ier de Chalon et son fils Hugues, comte de Bourgogne, d'une part, et l'abbaye de Mont-Sainte-Marie, d'autre part. 
L'étang Lucien a été créé en 1961 sur une partie du lieu-dit Les Vaudins; il porte ce nom en souvenir de Lucien Renaud qui en fut l'instigateur. 
Quant à l'étang du Moulin, sa première mise en eau a été faite au printemps 1979 mais ce n'est qu'au cours de l'année 1987 que furent terminés les travaux d'assainissement et de construction du vannage de ce nouvel étang qui fut ouvert à la pêche en juin 1989.

## Labels
Le site des étangs de Frasne, est recensé comme zone naturelle d'intérêt écologique, faunistique et floristique de type I.
Cette zone est incluse dans le site Natura 2000 «Bassin du Drugeon» au titre des Directives «Oiseaux» et «Habitats» et fait l'objet d'un arrêté préfectoral de protection de biotope en vue de la protection réglementaire des habitats d'espèces de flore et de faune protégées.

## Galerie

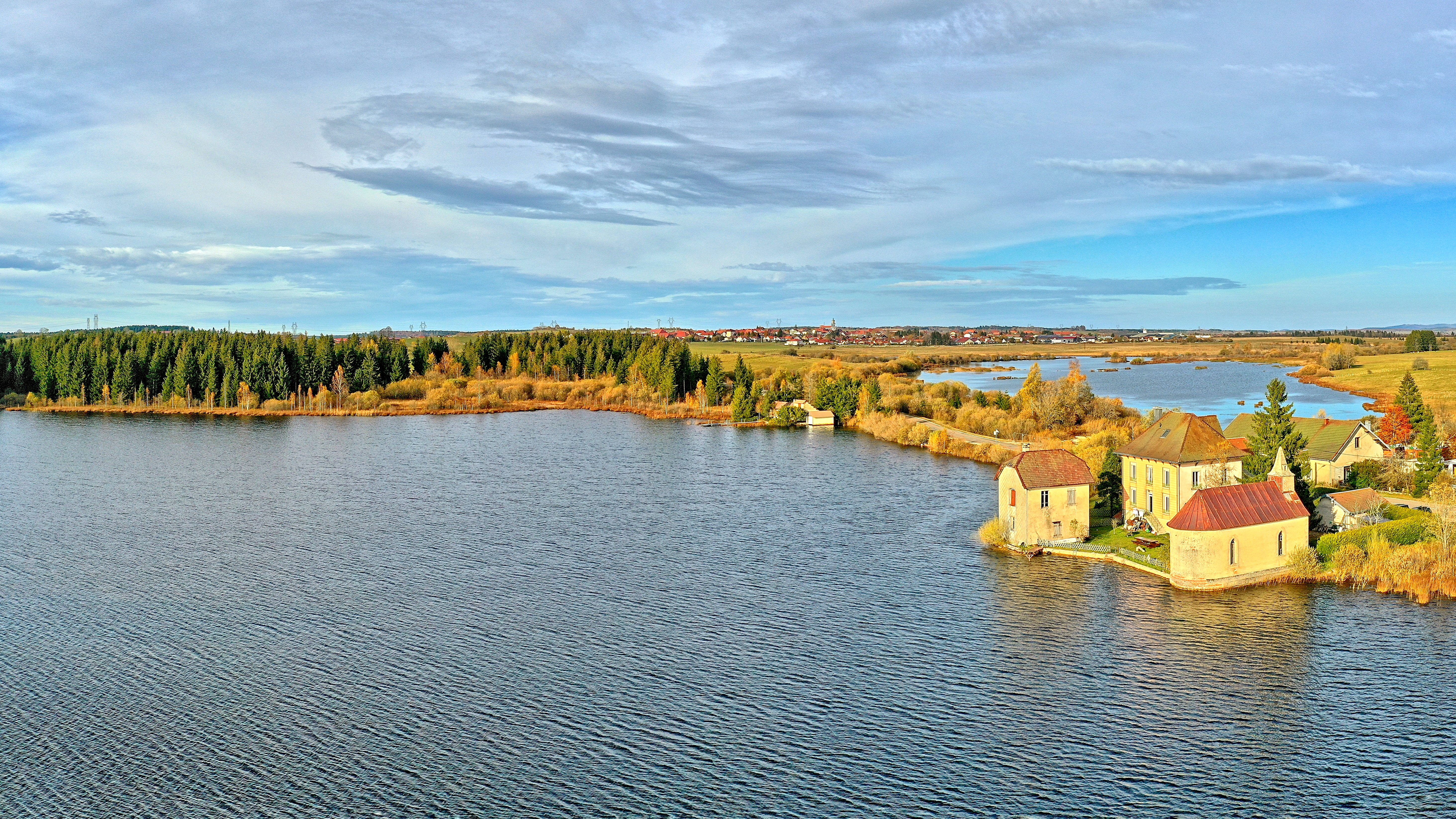
L'ancienne scierie entre le grand étang et l'étang Lucien.
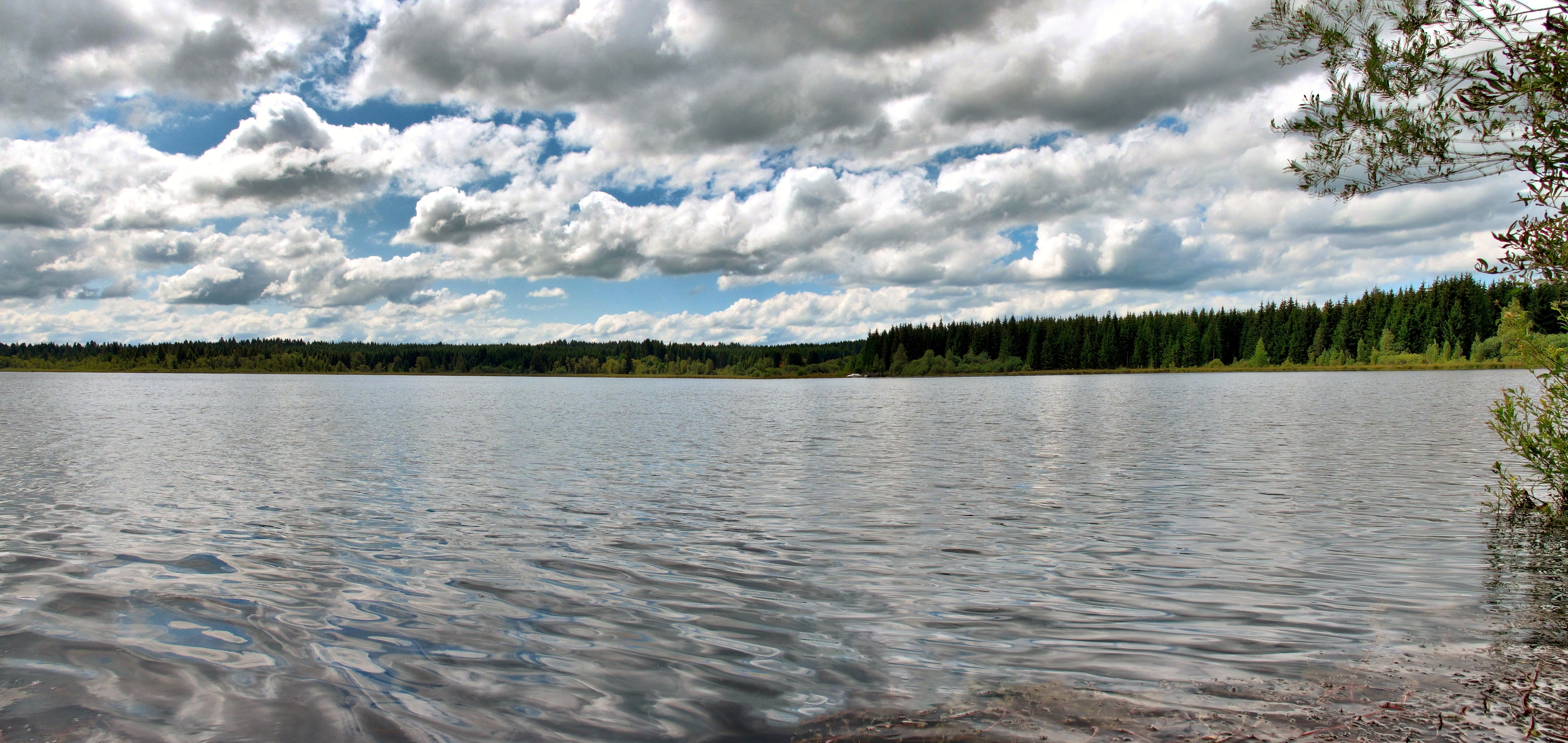
Le grand étang vu depuis l'ancienne scierie.
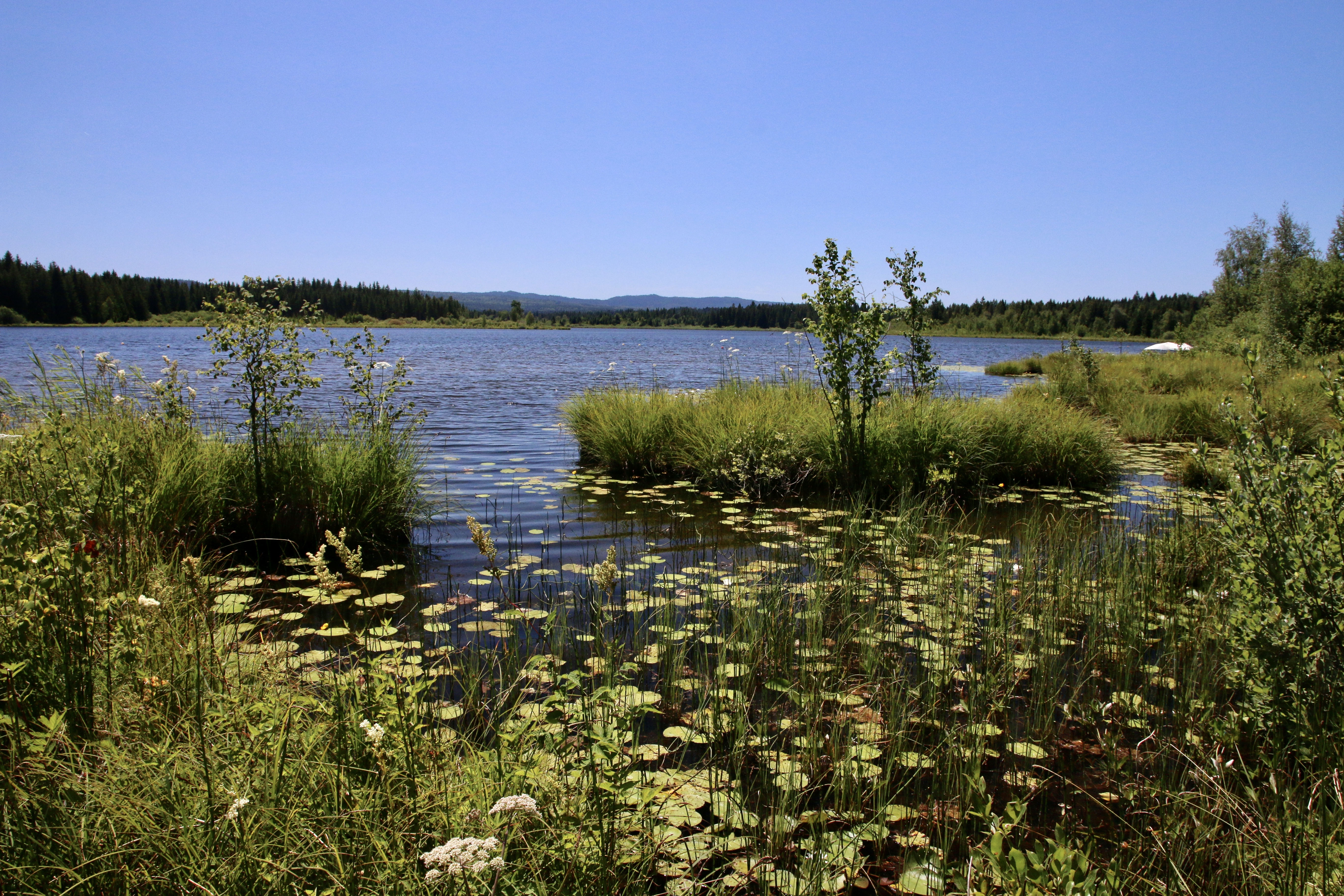
Le grand étang vu depuis la rive nord.
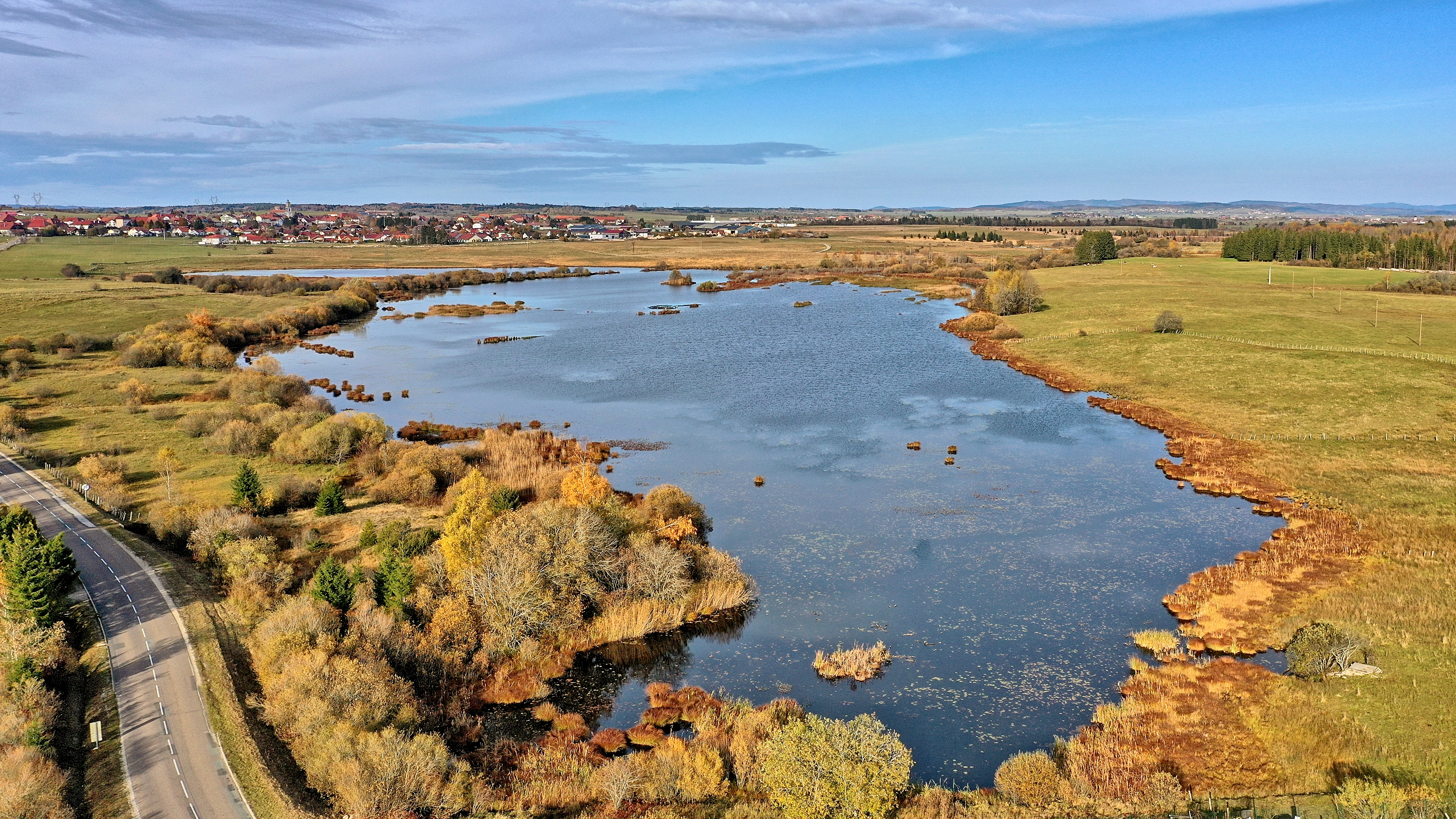
L'étang Lucien devant le village.